# إليسابيتا ليبا
إليسابيتا ليبا (Elisabeta Lipă) هي لاعبة أولمبية لرياضة تجديف من رومانيا. شاركت في الأولمبياد الصيفي في 1984–2000، وفازت بما مجموعه 8 ميداليات.

## الميداليات
| ذهب | فضة | برونز | المجموع |
| 5   | 2   | 1     | 8       |

## روابط خارجية
- إليسابيتا ليبا على موقع الاتحاد الدولي للتجديف (الإنجليزية)
- إليسابيتا ليبا على موقع اللجنة الأولمبية الدولية (الإنجليزية)
- إليسابيتا ليبا على موقع أوليمبيديا (الإنجليزية)
- إليسابيتا ليبا على موقع اللجنة الأولمبية الرومانية (الرومانية)